# Lac des Mansis

Extension du lac des Mansis en Sibérie occidentale il y a 60000 ans

Le lac des Mansis, ou lac de Sibérie occidentale, est le nom donné aux lacs périglaciaires préhistoriques qui se formaient dans la région actuellement habitée par les Mansis lorsqu'un inlandsis s'accumulait dans la mer de Kara et que les embouchures de l'Ob et de l'Ienisseï étaient bloquées par ses glaces pendant les glaciations quaternaires. Son existence ne fait pas de doute mais le cycle de ses variations est encore mal connu.

## Description
C'était un lac de très grandes dimensions, environ deux fois plus grand que la mer Caspienne. On estime qu'il s'est formé deux fois au cours de la dernière période glaciaire, tout d'abord au Vistulien ancien, il y a 80 à 90 000 ans, puis de nouveau au Vistulien moyen, il y a 50 à 60 000 ans, ce qui représente sa dernière apparition car, lors du dernier maximum glaciaire (vers 21 000 ans avant le présent), les glaces se sont essentiellement développées plus à l'ouest, sans formation d'un vaste inlandsis sur la mer de Kara.
Le dernier lac se serait étendu à une altitude de 45 mètres et aurait recouvert 881 000 km2 pour un volume de 32 000 km3 et une profondeur moyenne de 36 mètres. À cause de l'abaissement du niveau des océans et du fait que la calotte de la mer de Kara ne s'est que peu avancée vers le sud à cette époque, sa position était assez septentrionale et il occupait aussi en grande partie des régions aujourd'hui recouverte par la mer. Ses eaux devaient alors s'écouler vers l'est et la mer des Laptev.
C'est au Vistulien ancien que le nord de la Sibérie a été le plus touché par l'avancée des glaciers. Le lac âgé de 80 à 90 000 ans était donc un peu plus au sud et son accès à l'océan Arctique complètement obturé. Bien qu'il eût atteint une altitude plus élevée (60 m), il était cependant un peu plus petit : 610 000 km2 pour un volume de 15 000 km3 et une profondeur moyenne de 24 mètres. Le niveau de ses eaux était toutefois suffisamment élevé pour qu'elles puissent s'écouler vers le sud à travers le col de Tourgaï en direction de la mer Méditerranée, après avoir rempli complètement d'eau douce les bassins de la mer d'Aral, de la mer Caspienne et de la mer Noire. Il faisait donc partie d'un système fluvial prenant sa source en Mongolie et long de plus de 8 000 km, ce qui en faisait le plus long fleuve du monde.